# Tomás Ripoll

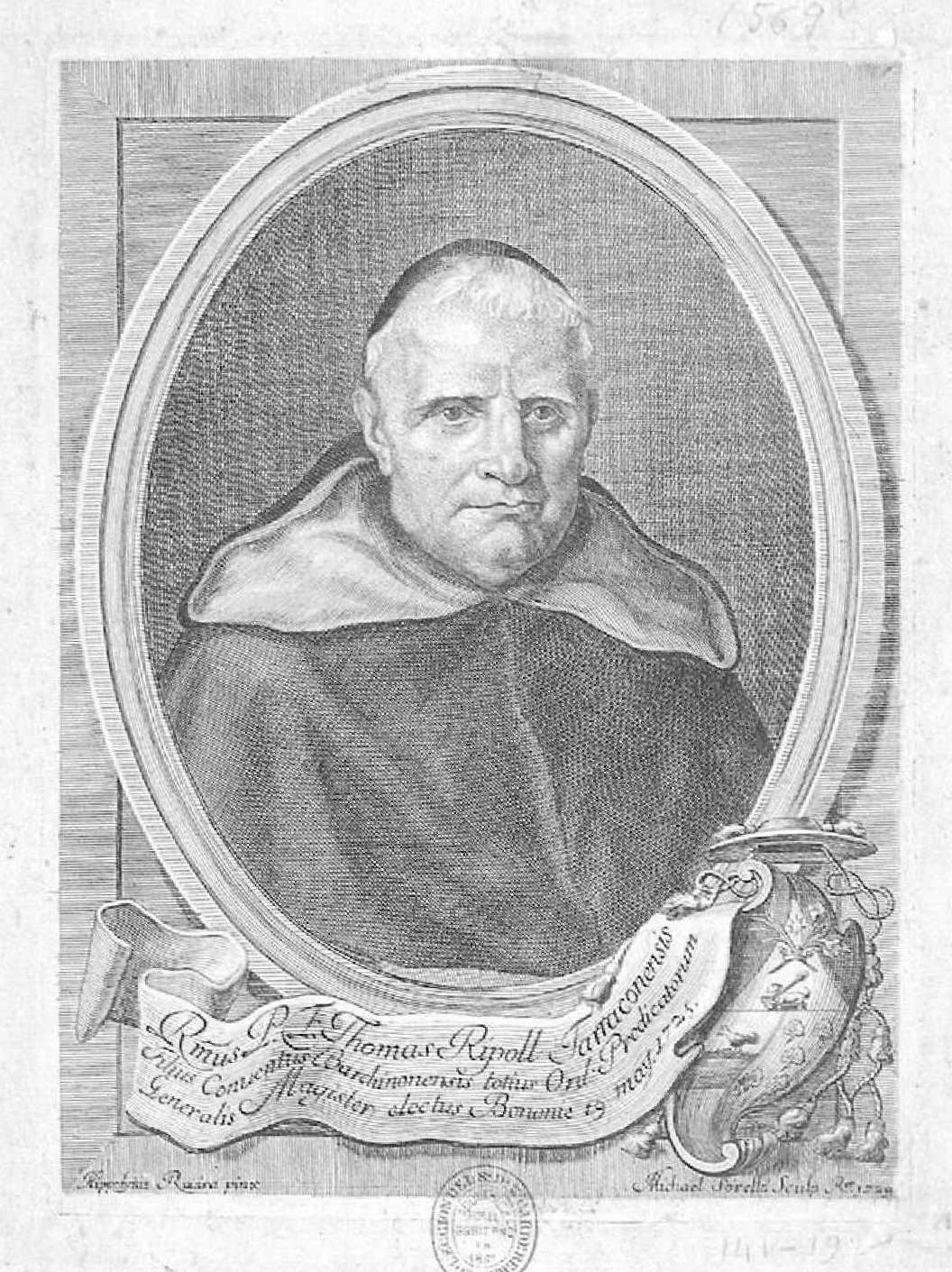
Retrato de fray Tomás Ripoll. Aguafuerte de Miquel Sorelló por pintura de Hipólito Rovira. 1729. Biblioteca Nacional de España.

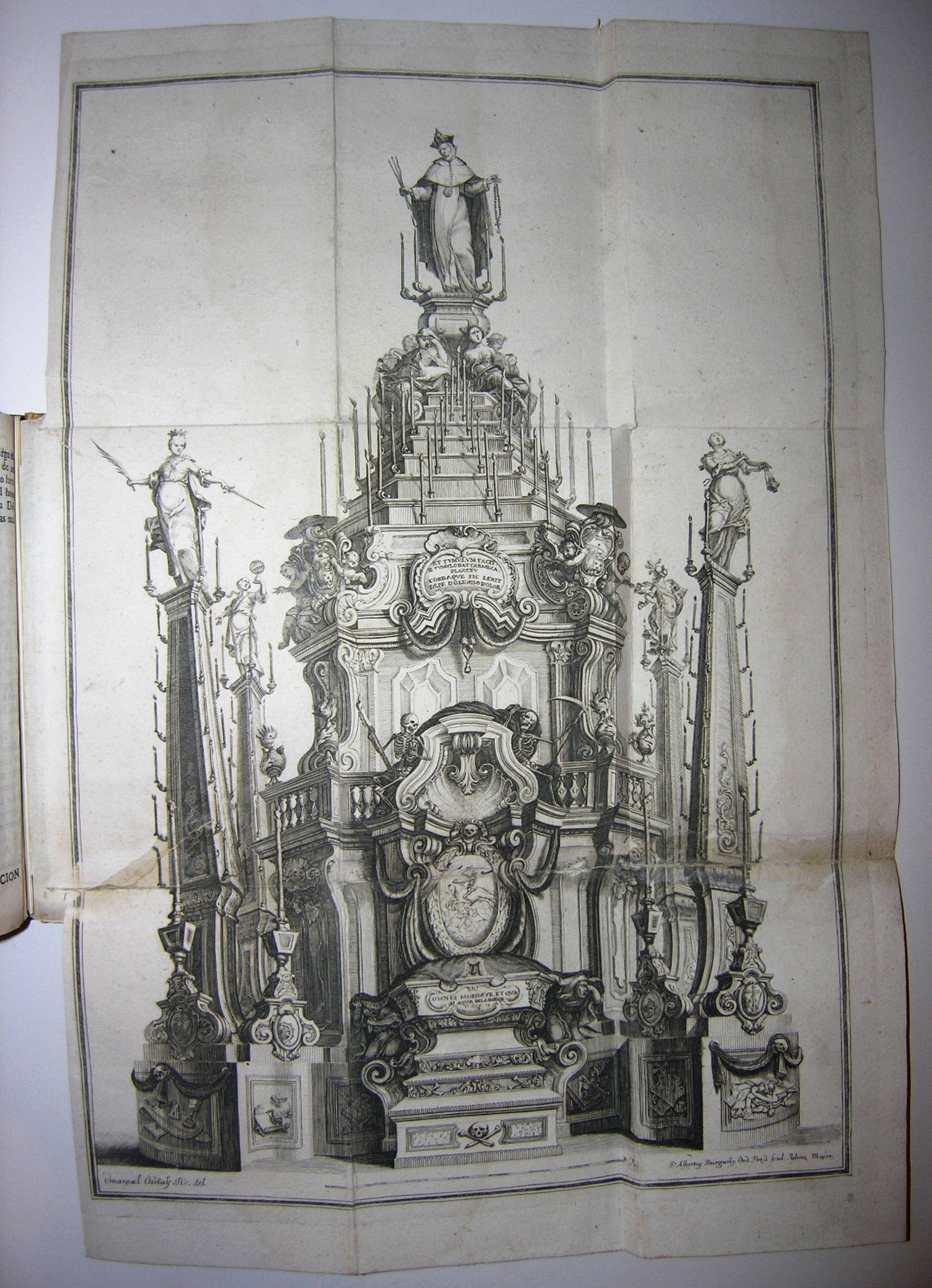
Túmulo alzado en el convento de Santa Catalina de Barcelona para las solemnes exequias en la muerte de fray Tomás Ripoll

Tomás Ripoll (Tarragona, 1653-Roma, 1747), religioso dominico, fue maestro general de la orden de 1725 a 1747.
Socio de Antonin Cloche, con el título de Provincial de Tierra Santa, y de Agustín Pipia, los dos maestros generales que le precedieron, en 1722 fue elegido provincial de Aragón y tres años más tarde, el 19 de mayo de 1725, maestro general de la orden.
Bautizado el 9 de marzo de 1653 en la parroquia de Santa María de Tarragona, en 1667 ingresó en el convento de Santa Catalina de Barcelona donde hizo sus votos el 10 de marzo de 1669 y obtuvo el título de maestro de teología. Calificador del Santo Oficio de la Inquisición en el tribunal de Barcelona y rector de la Academia de Santo Tomás de Barcelona, pasó por varios conventos de la provincia de Aragón como lector y más tarde como prior antes de ser llamado a Roma en 1702 por Antonin Cloche. Provincial de Aragón en 1722, el 19 de mayo de 1725 el Capítulo General de la Orden reunido en Bolonia lo eligió maestro general con el voto unánime de los asistentes. Con objeto de avanzar en la elaboración de una historia general de la Orden de Predicadores en la que se venía trabajando desde años atrás, su mayor empeño durante los años de su gobierno fue la recopilación de las bulas papales referidas a la Orden, publicadas con la colaboración de Antonin Brémond en ocho volúmenes entre 1729 y 1740.
Falleció en Roma el 22 de septiembre de 1747. En su convento de Santa Catalina de Barcelona, del que había sido maestro de teología y prior en 1699 y que, ya siendo maestro general, contribuyó a reparar tras los daños sufridos en la guerra de sucesión, promoviendo la creación e instalación en él de una biblioteca pública, se celebraron el 18 de diciembre solemnes exequias de las que hay noticia detallada en la Breve y descriptiva relación de las solemnes exequias, que la religiosa comunidad del convento de Santa Cathalina virgen, y mártyr de Barcelona, consagró a la venerable memoria del mas Ilustre Hijo, y amado Padre el Reverendissimo Fr. Thomas Ripoll, maestro general de toda la Orden de Predicadores. Con la oración fúnebre, y Panegyrica, que dixo el M. R. P. M. fr. Juan Lleonart, Prior actual del mismo Convento, en Barcelona, por Juan Jolis, 1748. Incluye una lámina plegada con la imagen del túmulo, una máquina de más de ocho metros de base y dieciséis de altura, grabada por el dominico mallorquín Albert Burguny por dibujo de Manel Vinyals.
La Biblioteca de Reserva de la Universidad de Barcelona conserva una obra que formó parte de la biblioteca personal de Ripoll, firmada por él.